# Aquiloeurycea galeanae
Aquiloeurycea galeanae es una especie de anfibio caudado (salamandras) de la familia Plethodontidae. Es endémica de México.
Sus hábitats naturales incluyen montanos húmedos, zonas húmedas de arbustos, plantaciones y zonas previamente boscosas ahora degradadas. Está amenazada de extinción debido a la destrucción de su hábitat.